# Подводные лодки типа «Джеймс Мэдисон»
Подводные лодки типа «Джеймс Мэдисон» (англ. James Madison class SSBN) — серия из 10 американских стратегических атомных подводных лодок 2 поколения. Эволюционное развитие ПЛАРБ типа «Лафайет». Лодки несли новую БРПЛ Поларис А3.

## История проекта
Вторая серия ПЛАРБ типа «Лафайет». По американским источникам выделение этого проекта в отдельный тип произошло в 1980-х годах после модернизации лодок второй серии. А в СССР и странах Западной Европы вместе с лодками типа «Бенджамин Франклин» всегда относились к типу «Лафайет». 
Конструктивно и по внешнему виду почти не отличались от своих предшественников — ПЛАРБ «Лафайет». Был разработан ряд мер с целью снижения уровня собственных шумов. Часть оборудования была унифицирована с оборудованием строившихся в это время ПЛА типа «Трешер».
Система управления стрельбой ракет и навигационная система были модернизированы в связи с установкой ракеты с большей дальностью. Была модернизирована система запуска, в которой вместо орошения жидкостью была применена защита стартовой шахты полиуретановой пеной.
Строительство 10 лодок типа «Джеймс Мэдисон» было одобрено 19 июля 1961 года президентом Дж. Кеннеди. Постройка велась в 1962-1964 годах на четырёх верфях - Electric Boat, Newport News, Mare Island NSY и Portsmouth NSY.
Вместе с ПЛАРБ типов «Джордж Вашингтон»,«Этэн Аллен»,«Лафайет» и «Бенджамин Франклин» в 60-64 годах ВМС США получили на вооружение 41 лодку. Все они были названы в честь выдающих деятелей американской истории и получили прозвище «41 на страже Свободы» (англ. 41 for Freedom).

## Конструкция

### Корпус
Прочный корпус изготовлен из стали марки HY-80 и разделен на 6 отсеков: 
- торпедный
- жилой
- центральный пост
- ракетный
- реакторный
- вспомогательных механизмов и турбинный

По архитектурно-конструктивному типу относятся к лодкам с корпусом комбинированного типа. Лёгкий корпус присутствует в районе первого, пятого отсеков и в оконечностях. ПЛ имеет развитую надстройку, занимающую 2/3 длины корпуса. На рубке лодке расположены носовые горизонтальные рули. Такое расположение носовых рулей уменьшает помехи бортовому ГАК и является традиционным для американских АПЛ. Ракетный отсек находится за рубкой в надстройке. В хвостовой части расположены вертикальные и горизонтальные рули и один семилопастный винт диаметром 5 метров.

### Силовая установка
На ПЛАРБ типа «Джеймс Мэдисон» устанавливался водо-водяной реактор S5W фирмы Вестингауз. Активная зона реактора была рассчитана на 5 лет непрерывной работы до перезарядки. Кроме него в состав главной энергетической установки входили две паровые турбины общей мощностью 15 000 л. с. и два турбогенератора мощностью по 2500 кВт. В резервную энергетическую установку входили дизель-генераторы и гребной электродвигатель мощностью 600 л. с. С целью снижения шумности ГТЗА устанавливался на амортизированной платформе.

### Радиоэлектронное оборудование
Список оборудования устанавливаемого при постройке:
- система управления ракетной стрельбой Mk 84
- система управления торпедной стрельбой Mk 113 Mod.9
- гидроакустический комплекс AN/BQQ-2, в составе:
  - пассивный сонар AN/BQR-7
  - активная навигационная AN/BQR-19
  - активный сонар для обнаружения и классификации целей AN/BQS-4
  - комплекс подводной связи AN/UQC-1
  - антенна контроля собственных шумов AN/BQA-8
- РЛС BPS 11A или BPS-15
- навигационный комплекс SINS Mk 2 Mod.4,
- радиосвязной комплекс – рамочная антенна СДВ AN/BRA-16
- кабельная плавающая антенна AS-1554/BRR (антенна КВ-СВ AN/BRA-9, спирально приёмо-передающая AN/BRA-15).[3]

В 1971-1972 году в процессе перевооружения ракетами Посейдон С3 лодки получили новую систему управления стрельбой Mk88.
В 1978-1982 году при перевооружении 6 лодок ракетами Трайдент устанавливались новая система управления ракетной стрельбой Mk88 мод.2 и стартовый комплекс Mk24 мод.1. Дополнительно были установлены новые гидроакустические станции AN/BQR-15, AN/BQR-17 и AN/BQR-21, новая АСУ.
В процессе модернизации в 80-х годах БРЭО всех ПЛАРБ было модернизировано до одного уровня. Все лодки получили буксируемую антенну AN/BQR-15, модернизированную цилиндрическую антенну AN/BQR-4 и конформную антенну шумопеленгаторной ГАС AN/BQP-7. Была установлена аппаратура цифровой обработки сигналов, позволяющая одновременно отслеживать до пяти целей. В навигационную систему была добавлена аппаратура астрокоррекции координат, позволившая повысить точность ракетной стрельбы.

## Вооружение
На лодках расположены 16 ракетных шахт высотой 11,4 метра и внутренним диаметром 2,1 метра. Шахта представляет собой стальной цилиндр жестко закрепленный в корпусе ПЛАРБ. Сверху шахта закрывается крышкой с гидравлическим приводом. Под крышкой расположена мембрана, предотвращающая попадание забортной воды в шахту при открывании крышки. Внутри шахты устанавливается стальной пусковой стакан в котором и размещается сама ракета. Между стенками шахты и пусковым стаканом расположены амортизаторы, предназначенные для демпфирования ударных нагрузок на ракету.
При постройке на ПЛАРБ устанавливались БРПЛ Поларис А3. Для управления ракетной стрельбой была установлена боевая система Mk 84, позволяющая за 15 минут подготовить первую ракету к пуску. Каждая ПУ была оборудована газогенератором для формирования низкотемпературной парогазовой смеси для запуска ракет с глубины до 30 метров. Ракета проходила толщу воду и на высоте около 10 метров над поверхностью воды включался маршевый двигатель. Все 16 ракет могли быть запущены за 16 минут. Основной метод старта БРПЛ - подводный. (Для БРПЛ Поларис А2 производились испытания по запуску ракеты в надводном положении).
На всех лодках в период с марта 1971 по апрель 1972 года была произведены замена ракет на Посейдон С3. В процессе замены были модернизированы пусковые шахты. За счет уменьшения конструкции амортизационных устройств между шахтой и пусковым стаканом был увеличен диаметр самого стакана. Это позволило установить в шахту ракету большего диаметра (у ракеты Посейдон 1,88 метра против 1,37м у Поларис А3). Установлено новое электронное оборудование, вместо системы управления стрельбой Mk84 была установлена новая Mk88. Установка новой системы управления стрельбой была связана с необходимостью выполнения задачи перенацеливание блоков РГЧ. Вооружение ракетой Посейдон позволило лодкам решать новые задачи. Появилась возможность поражать не только площадные цели, но и стартующие МБР противника во время ответно-встречного удара. Количество развернутых на ПЛАРБ боезарядов превысило таковое у сухопутных МБР. МСЯС стали основой стратегических ядерных сил США.
В марте 1971 года вышла на боевое патрулирование первая лодка вооруженная ракетами Посейдон. Ей стала ПЛАРБ типа «Джеймс Мэдисон» Casimir Pulaski (SSBN-633).
Шесть лодок этого типа (James Madison (SSBN-627), Daniel Boone (SSBN-629), John C. Calhoun (SSBN-630), Von Steuben (SSBN-632), Casimir Pulaski (SSBN-633) и Stonewall Jackson (SSBN-634)) с октября 1979 года прошли перевооружение ракетами Трайдент 1-С4. Была установлена система управления стрельбой Mk84 mod.2, позволявшая перенацеливать БРПЛ на новые цели в процессе боевого дежурства. Модернизированные ПЛАРБ стали базироваться на базе Кингс-Бэй (штат Джорджия, США). 6 сентября 1980 года ПЛАРБ Daniel Boone вышла на боевое патрулирование, став таким образом первой лодкой с ракетной системой Трайдент-1.
Торпедное вооружение представлено четырьмя носовыми ТА калибра 533мм. Боезапас 12 торпед типов Mk14/16, Mk37, Mk45, Mk48. Вместо части торпед могли загружаться ПЛУР UUM-44 SUBROC.

## Представители
| Название и номер                 | Верфь           | Изображение | Дата закладки   | Дата спуска на воду | Дата вступления в строй | Дата вывода из состава флота |
| -------------------------------- | --------------- | ----------- | --------------- | ------------------- | ----------------------- | ---------------------------- |
| USS James Madison (SSBN-627)     | Newport News    |             | 5 марта 1962    | 15 марта 1963       | 28 июля 1964            | 20 ноября 1992               |
| USS Tecumseh (SSBN-628)          | Electric Boat   |             | 1 июня 1962     | 22 июня 1963        | 29 мая 1964             | 23 июля 1993                 |
| USS Daniel Boone (SSBN-629)      | Mare Island NSY |             | 6 февраля 1962  | 22 июня 1963        | 23 апреля 1964          | 18 февраля 1994              |
| USS John C. Calhoun (SSBN-630)   | Newport News    |             | 4 июня 1962     | 22 июня 1963        | 15 сентября 1964        | 28 марта 1994                |
| USS Ulysses S. Grant (SSBN-631)  | Electric Boat   |             | 18 августа 1962 | 2 ноября 1963       | 17 июля 1964            | 12 июня 1992                 |
| USS Von Steuben (SSBN-632)       | Newport News    |             | 4 сентября 1962 | 18 октября 1963     | 30 сентября 1964        | 26 февраля 1994              |
| USS Casimir Pulaski (SSBN-633)   | Electric Boat   |             | 12 января 1963  | 1 февраля 1964      | 14 августа 1964         | 7 марта 1994                 |
| USS Stonewall Jackson (SSBN-634) | Mare Island NSY |             | 4 июля 1962     | 30 ноября 1963      | 26 августа 1964         | 9 февраля 1995               |
| USS Sam Rayburn (SSBN-635)       | Newport News    |             | 3 декабря 1962  | 20 декабря 1963     | 2 декабря 1964          | 31 июля 1989                 |
| USS Nathanael Greene (SSBN-636)  | Portsmouth NSY  |             | 21 мая 1962     | 12 мая 1964         | 19 декабря 1964         | 31 января 1987               |

## История службы
Лодки проекта несли активную службу. Развертывание ПЛАРБ производилось с баз:
- Холи-Лох (залив Клайд, Великобритания) с патрулированием ПЛАРБ в Норвежском и Баренцевом морях;
- Апра (о. Гуам, США) с патрулированием ПЛАРБ в Филиппинском море;
- Рота (залив Кадис, Испания) с патрулированием ПЛАРБ в Средиземном море;

В процессе перевооружения ракетами с большей дальностью происходило смещение зон боевого патрулирования ближе к берегам США. Так после перевооружения ракетами Трайдент лодки были переведены с ППБ Рота на ВМБ Кингс-Бей (штат Джорджия, США) а зона патрулирования была перенесена в район бермудских островов.
Каждая лодка традиционно комплектовалась двумя экипажами - "синим" и "золотым" попеременно сменяющим друг друга на дежурстве. Лодки имели 100-суточный цикл оперативного использования: 68 суток на боевом дежурстве и 32 суток на межпоходовом ремонте в базе. Капитальный ремонт проводился в среднем раз в 5-6 лет. В процессе него производилась замена активной зоны реактора а также, как правило, модернизация ракетного комплекса и радио-электронного оборудования. Это позволило в 60-х годах обеспечить высокий КОН в диапазоне 0,5-0,6. Для сравнения КОН ПЛАРБ СССР в это время составлял 0,16-0,25. До первого капитального ремонта ПЛАРБ успели провести два десятка боевых служб (19 у SSBN-629).
Sam Rayburn (SSBN-635) 16 сентября 1985 года по условиям договора СНВ-2 была выведена из состава флота. Ракетные шахты демонтированы, а лодка переоборудована в тренировочную и получила индекс MTS-635. Используется в Naval Nuclear Power School на базе Goose Creek в  Южной Каролине. Планируется к использованию до 2018 года.
Nathanael Greene (SSBN-636) выведена из состава флота в 1987 году после аварии и утилизирована.
В связи с сокращением стратегических наступательных вооружений согласно договору СНВ-2 все оставшиеся в строю лодки типа "Джеймс Мэдисон" выведены из состава флота в 1992-1994 годах и утилизированы. За время своей эксплуатации некоторые лодки провели более 70 боевых служб (75 у SSBN-629).

## Аварии и столкновения
по данным 
- 9 августа 1968 года Von Steuben (SSBN-632) в подводном положении сталкивается с танкером Sealady в 40 милях от южного побережья Испании. Лодка получила незначительные повреждения.
- 29 января 1970 года Nathanael Greene (SSBN-636) в тумане села на мель в районе ВМБ Чарлстон (Южная Каролина). Через 7 часов лодка была снята с мели. Повреждений не было.
- 28 мая 1970 года Daniel Boone (SSBN-629) в процессе ходовых испытаний столкнулась с филиппинским торговым судном «Президент Куэзон» в районе мыса Генри, штат Джорджия. Лодка получила незначительные повреждения, а судно получило серьёзные повреждения носовой части.
- 3 ноября 1974 года James Madison (SSBN-627)[8] в Северном море столкнулась с советской субмариной К-306 проекта 671. Советские источники утверждают, что следили и сталкивались не с Мэдисоном, а с однотипной USS Nathanael Greene (SSBN-636)[9], которая в результате получила тяжёлые повреждения носовой части, была отбуксирована в док и надолго вышла из строя.[10]
- 11 августа 1984 года Nathanael Greene (SSBN-636) при патрулировании в районе Ирландского моря повреждает свой винт. Подводная лодка возвращается в Хорхи-Лох (Шотландия) используя резервную двигательную систему. Ремонтные возможности базы США не достаточны и лодка ушла на ремонт в расположенную рядом британскую базу подводных лодок Фэслэйн, Шотландия. Злой рок продолжал преследовать лодку. В доке при ремонте 18 августа 1984 вспыхнул пожар. Лодка при этом не пострадала, но официальные власти так и не сообщили было ли во время пожара ядерное оружие на борту.

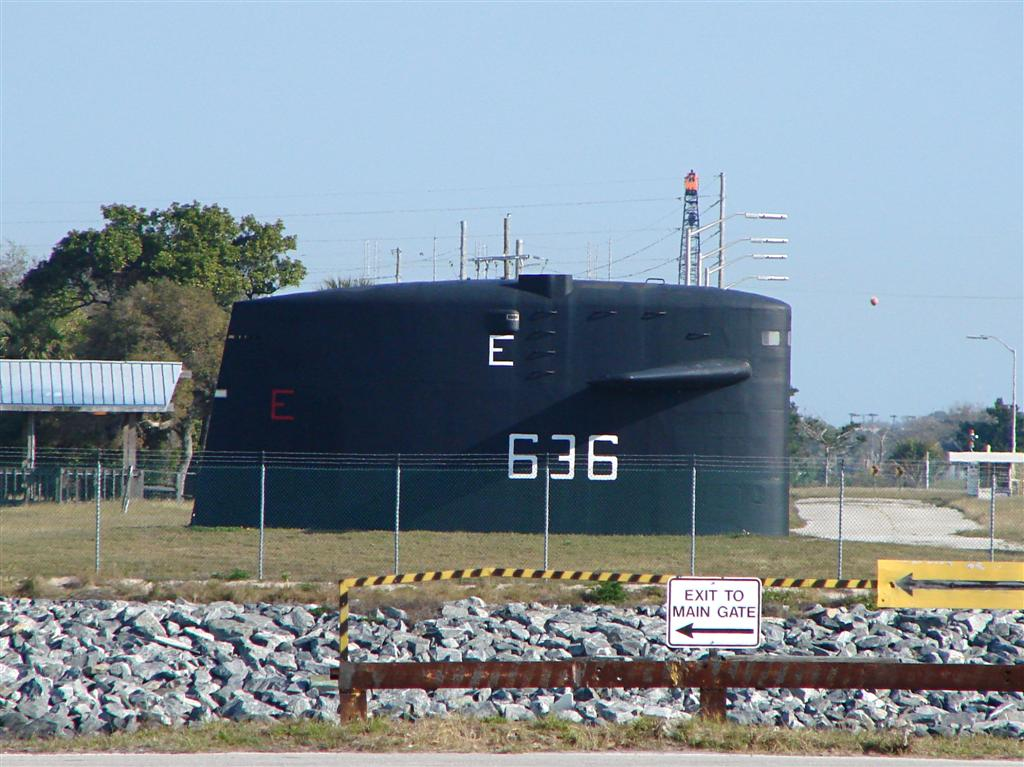
Рубка Nathanael Greene в Порт-Канаверал

- 13 марта 1986 года Nathanael Greene (SSBN-636) во время патрулирования в Ирландском море серьёзно повредила цистерны главного балласта и руль. Своим ходом лодка пришла в Холи-Лох. Но повреждения были столь значительны, что после аварийного ремонта лодка 25 апреля направляется в Чарльстон (Южная Каролина). Комиссия, оценивавшая повреждения лодки, основываясь на необходимости сокращения наступательного вооружения по договору СНВ-2 приняла решение лодку не восстанавливать и вывести из боевого состава флота. Рубка лодки установлена в качестве мемориала на берегу канала при входе в Порт-Канаверал, штат Флорида.
- 7 апреля 1987 года с палубы Ulysses S. Grant (SSBN-631) волной были смыты два матроса в трёх милях от гавани порта Портсмут (штат Нью-Гемпшир). Один из моряков был спасен. Поиски второго закончились безрезультатно.
- 25 апреля 1987 года Daniel Boone (SSBN-629) села на мель на реке Сент-Джеймс в Ньюпорт-Ньюс (штат Вирджиния), при ходовых испытаниях после ремонта.